# ジゴペタルム属

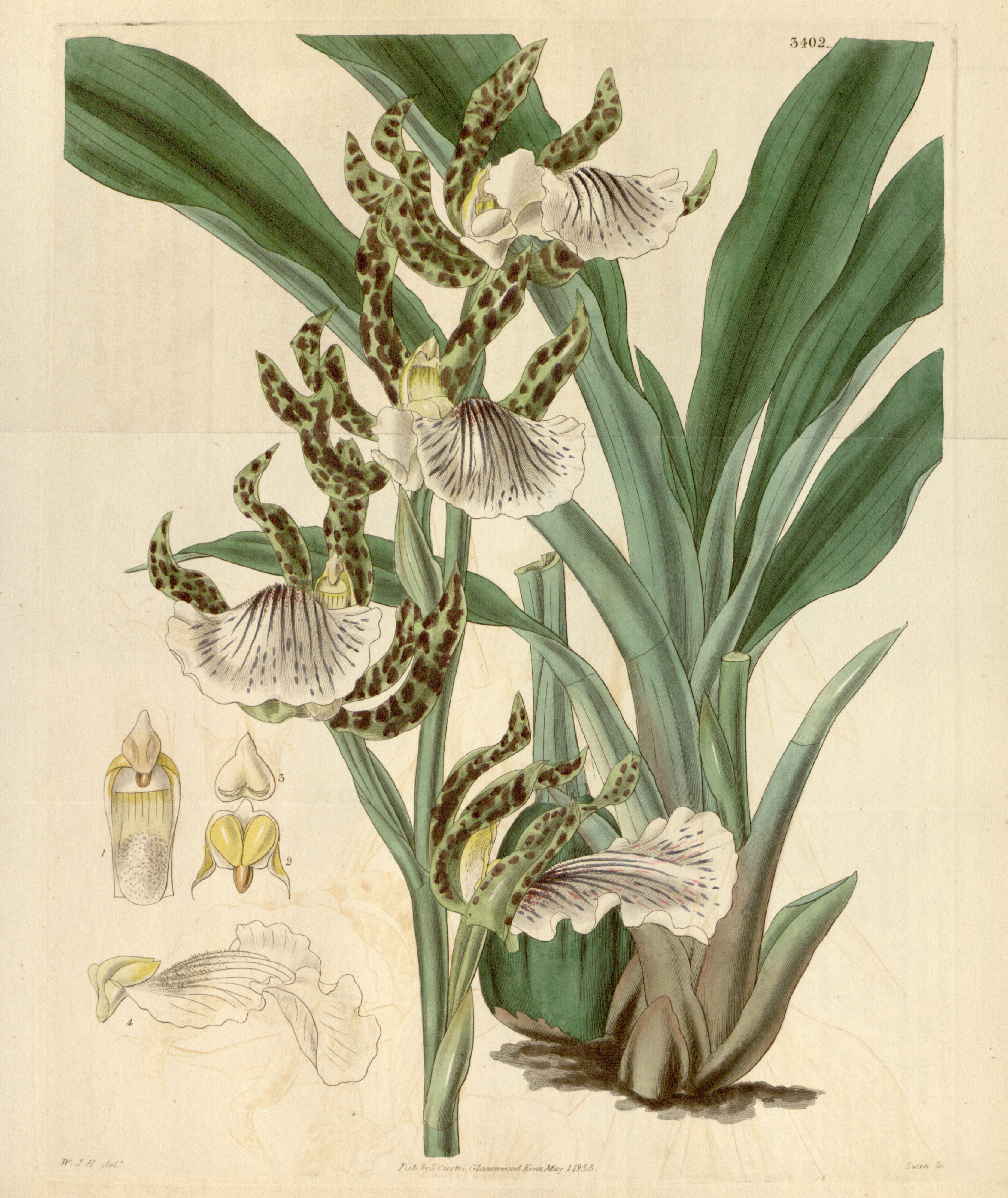
図版（Z. maculatum）

ジゴペタルム属（ジゴペタルムぞく、学名: Zygopetalum）は、ラン科植物の属の1つ。立ち上がる花茎に紫の強い花を付けるものが多い。洋ランとして改良もされている。

## 特徴
着生植物で、ラン科としては大型。偽鱗茎は卵形で2-数枚の葉をつける。葉は披針形で大きく、表面に多くの襞がある。花茎は偽球形の基部から出て、直立するかまたは斜めに立ち上がり、10個ほどの花を付ける。花はやや肉質で、花被は大きく開く。唇弁は3裂するが側裂片は小さく、中裂片は扇形に大きく広がり、基部に環状の隆起がある。萼片と側花弁はほぼ同型。萼片と側花弁は緑色に赤褐色の粗い斑紋が入る。広がった唇弁の中裂片は白くて赤紫から青紫の条線や斑紋、ぼかしなどが入る。蕊柱は短い。
学名はZygon（くびき）とpetalon （花弁）からなり、これは環状の隆起にちなんだものである。つまり、環状の隆起を牛や馬の首に当てる横木になぞらえたものである。

## 分布と生育環境
ブラジルを中心とした南アメリカの熱帯域に分布する。樹上に着生するか、湿った崖地に生える。地生の種もある。

## 分類
約20種が知られる。
- Zygopetalum
  - Z. crinitum
  - Z. intermedium
  - Z. mackayi
  - Z. maxillare
  - Z. rostatum

## 利用
洋ランとして栽培される。その際の略名はZ.である。花弁に褐色系、唇弁には白地に紫の条紋や着色が出る種が多く、その彩りにインパクトがある。また香りのよい種も多い。
交配品種は1874年頃より行われてきたが1940年頃までに登録されたもので現存するものは少ない。それ以降の交配品に評価の高いものが少数ある。